# Nestor Omar Piccoli
Nestor Omar Piccoli (* 20. Januar 1965 in Buenos Aires) ist ein ehemaliger argentinischer Fußballspieler und -trainer.

## Karriere
Piccoli begann seine Karriere 1984 beim Erstligisten River Plate. 1984 wurde er mit dem Verein Vizemeister der Primera División (Nacional). Von 1985 bis 1987 war er außerdem noch bei den Vereinen Unión de Santa Fe, CA Temperley und River Plate unter Vertrag. 1987 wechselte er zum japanischen Zweitligisten All Nippon Airways. 1988 wurde er mit dem Verein Vizemeister der zweiten Liga und stieg in die erste Liga auf. 1989 wurde er mit dem Verein Vizemeister der Japan Soccer League. 1992 wechselte er zu Chuo Bohan (Fukuoka Blux). Für den Verein bestritt er 64 Ligaspiele und schoss dabei 60 Tore. 1995 feierte er mit dem Verein die Zweitligameisterschaft und den Aufstieg in die erste Liga. Ende 1995 beendete er seine Karriere als Fußballspieler.
2000 wurde Piccoli beim japanischen Erstligisten Avispa Fukuoka als Trainer eingestellt. Am Ende der J1 League 2001 stieg der Verein in die zweite Liga ab.